# J.L.W.V. Jensen
Johan Ludvig William Valdemar Jensen, mest kendt som J.L.W.V. Jensen, (født 8. maj 1859 i Nakskov, død 5. marts 1925 på Frederiksberg) var en dansk matematiker og ingeniør. 
Han var søn af boghandler Harald Frederik Jensen og Adelaide født Mohr. I 1888 blev han gift med Agnete From.
Han studerede ved Polyteknisk Læreanstalt og blev senere telefoningeniør.
Jensen er især kendt for Jensens ulighed. I 1915 beviste han også Jensens formel inden for kompleks analyse.
Den 5. april 1907 blev han medlem af Videnskabernes Selskab, og han nåede også at modtaget Ridderkorset.